# Marco Vernooy
Marco Vernooy (Venlo, 5 november 1988) is een Nederlands voormalig handbalspeler. 

## Biografie
Vernooy doorliep zijn jeugdopleiding bij Loreal (later HandbaL Venlo) en ging vervolgens in 2010 spelen voor Limburg Lions. In 2016 verliet hij Limburg Lions om voor Belgische Sporting NeLo te spelen als verdedigingsspecialist. Vernooy promoveren in 2017 met NeLo naar de BENE-League. Vanwege een chronische schouderblessure stopte Vernooy zijn handbalcarrière in 2021 bij Sporting Pelt.